# روضة (بلد الوليد)
روضة هي قرية وبلدية في مقاطعة بلد الوليد ، وهي جزء من مجتمع الحكم الذاتي في قشتالة و ليون بإسبانيا. تقع 30 كم جنوب غرب عاصمة المقاطعة مدينة بلد الوليد . يبلغ عدد السكان 1.614 هذه المنطقة هي أيضًا مركز تسمية النبيذ Rueda (DO).